# Список умерших в 961 году

## Июль
- 12 июля — Михаил Малеин, православный святой[1].

## Сентябрь
- 19 сентября — Елена Лакапина, византийская императрица, супруга императора Константина VII Багрянородного[2].

## Октябрь
- 1 октября — Артольд, архиепископ Реймса (931—940 и 946—961); канцлер и глава придворной капеллы.
- 15 октября — Абд ар-Рахман III (70), эмир (с 921) и халиф (929—961) Кордовы[3].

## Ноябрь
- 5 ноября — Абд аль-Малик I, эмир Империи Саманидов (954—961).

## Дата смерти неизвестна или требует уточнения
- Адарнасе V, куропалат Картли-Иберии и правитель Тао-Кларджети (945—961).
- Ландульф II, князь Беневенто (940—961), князь Капуи (как Ландульф IV) (940—961)[4].
- Либуций, первый епископ «ругийский» (959—961).
- Раймунд II, граф Руэрга и Керси (после июля 935—961), маркиз Готии с 936/937, герцог Аквитании и граф Оверни (936—955).
- Санш V Санше, герцог Гаскони (ок. 930—ок. 961)[5].
- Хакон I Добрый, король Норвегии (934/935—961)[6].